# Stephan Born
Stephan Born (ursprünglicher Name Simon Buttermilch; * 28. Dezember 1824 in Lissa, Provinz Posen; † 4. Mai 1898 in Basel, Schweiz) war ein früher sozialistischer Politiker im Gebiet des Deutschen Bundes. Als Gründer der Allgemeinen Deutschen Arbeiterverbrüderung schuf er die erste überregionale gewerkschaftliche Organisation der deutschen Arbeiterbewegung. Nach seiner Beteiligung an der letztlich gescheiterten Revolution von 1848/49 lebte er im Schweizer Exil und nahm die dortige Staatsbürgerschaft an. 1860 wurde er Honorarprofessor in Basel. 

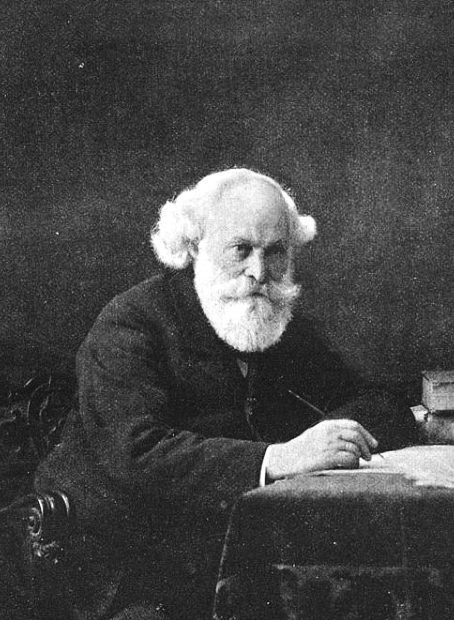
Stephan Born

 Er wirkte auch als Übersetzer aus dem Französischen, nämlich von Alphonse Daudet und François-René de Chateaubriand.

## Leben und Wirken
Born wurde als Simon Buttermilch als Sohn eines Maklers geboren. Er besuchte zwar erfolgreich das Gymnasium, ein Universitätsstudium scheiterte jedoch an mangelnden finanziellen Mitteln der Familie. Er gehörte ursprünglich der jüdischen Religionsgemeinschaft an. Nach seiner Konversion zum Protestantismus ließ er seinen Namen in Stephan Born ändern. In Berlin erlernte er das Buchdruckerhandwerk in einem Verlag, der auch wissenschaftliche Arbeiten herausgab, und dies motivierte Born zu autodidaktischen Studien unter anderem durch den Besuch von universitären Vorlesungen als Gasthörer. Er wurde Mitglied des „Berliner Handwerkervereins“ und war in der sich entwickelnden Arbeiterbewegung aktiv. Born verfasste vor allem politische Streitschriften, daneben aber auch Theaterkritiken und eine Erzählung.

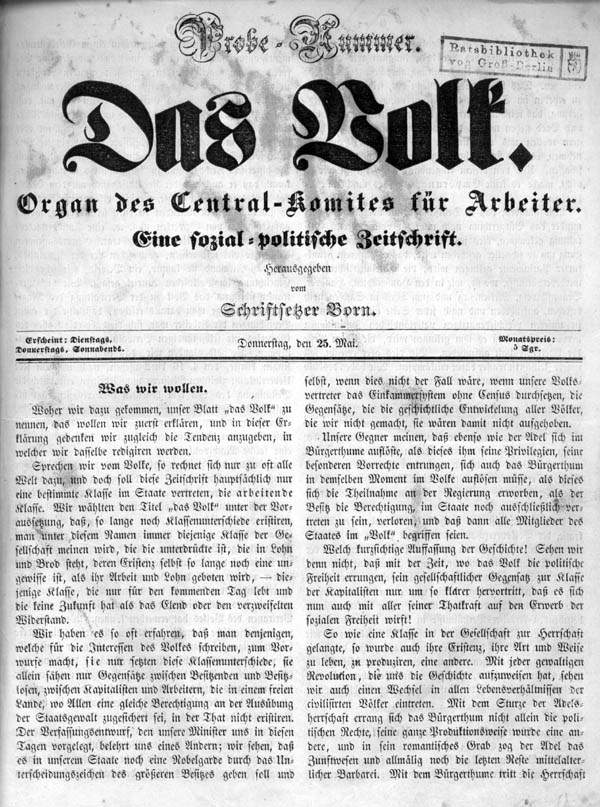
Das Volk (Probenummer)

Im Jahr 1846 ging er auf Wanderschaft ins Ausland, kam 1847 in Kontakt mit Robert Blum und traf in Paris Friedrich Engels. Etwas später trat er in Brüssel, wo Born als Schriftsetzer bei der Deutschen-Brüsseler-Zeitung arbeitete, auch in Kontakt zu Karl Marx. In der Folgezeit war Born für den „Bund der Kommunisten“, der wesentlich von Marx und Engels geprägt war, aktiv. An ihrer Position beeindruckte ihn vor allem der „wissenschaftliche Grund und Boden, von dem sie ausgeht.“
Als ihn die Nachricht von der in der historischen Bewertung liberal und nationalstaatlich motivierten Märzrevolution in Preußen und anderen Staaten des Deutschen Bundes erreichte, ging Born nach Berlin zurück. Dort war er maßgeblich an der Gründung des „Zentralkomitees der Arbeiter“ beteiligt. Er wurde dessen Präsident und Herausgeber seines publizistischen Organs Das Volk. Als Vorsitzender des Berliner „Vereins der Berliner Buchdruckergesellen“ leitete er Ende April und Anfang August zwei Streiks mit unterschiedlichem Erfolg.
Er war einige Zeit später maßgeblich an der Vorbereitung und Durchführung des ersten allgemeinen Arbeiterkongresses beteiligt. Nachdem der Kongress die Gründung der „Allgemeinen Deutschen Arbeiterverbrüderung“ beschlossen hatte, war es vor allem Borns organisatorisches Talent, das den Erfolg der Bewegung ausmachte. Nach dem Sieg der Gegenrevolution in Preußen wurde Leipzig Sitz der Organisation. Dort gab Born als Chefredakteur die Vereinszeitschrift Die Verbrüderung heraus.
Born entfernte sich in dieser Zeit angesichts aktiver politischer Gestaltungsspielräume inhaltlich von den Theoretikern Marx und Engels. „Weggewischt waren für mich mit einem Mal alle kommunistischen Gedanken, sie standen mit dem was die Gegenwart forderte, in gar keinem Zusammenhang. […] Was kümmerten mich entfernte Jahrhunderte, wo jede Stunde nur dringende Aufgabe und Arbeit in Fülle darbot!“

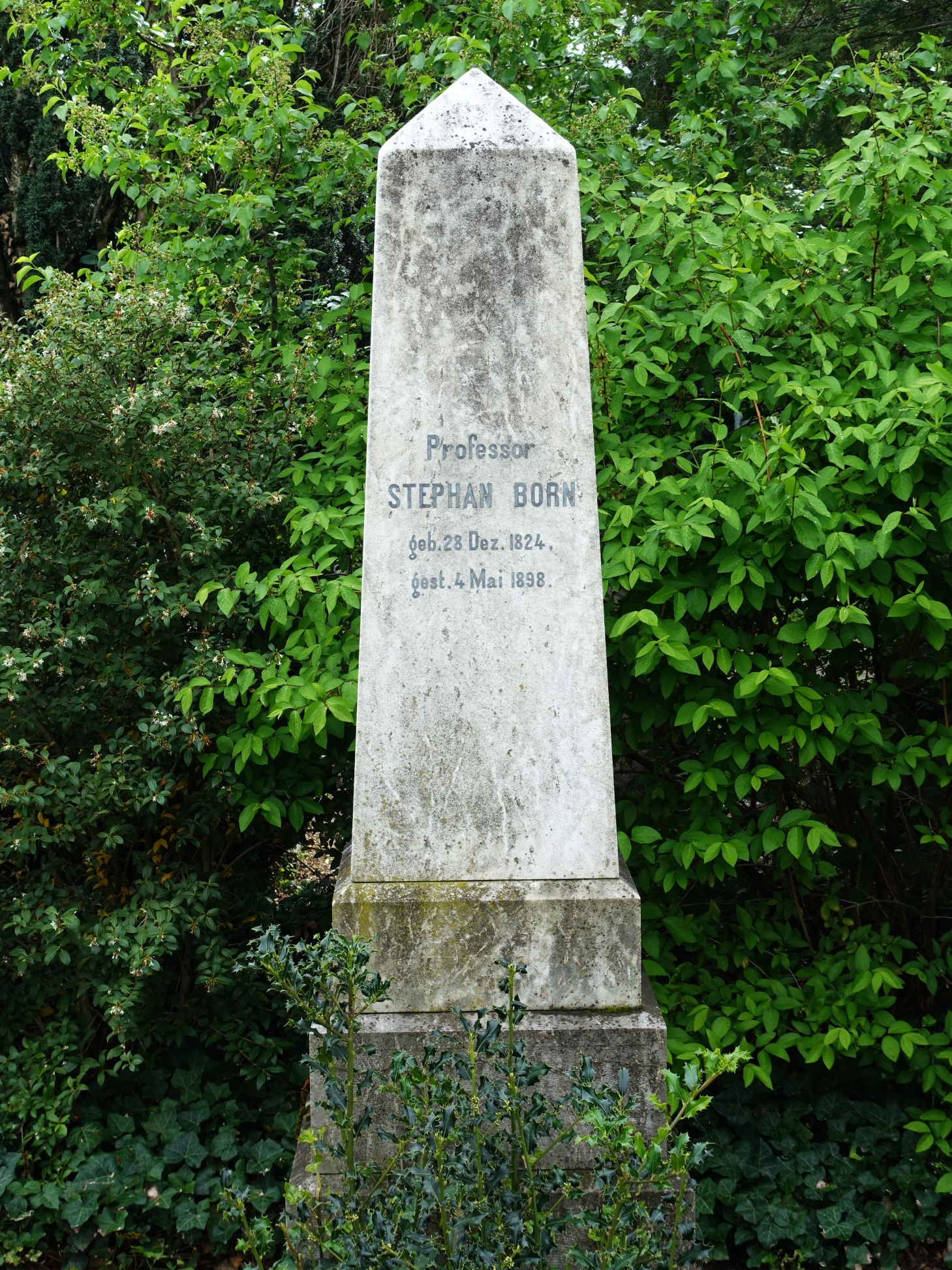
Grab auf dem Wolfgottesacker

In der letzten Phase der Revolution beteiligte sich Born während der so genannten Reichsverfassungskampagne zum Teil am Barrikadenkampf, so zum Beispiel während des Maiaufstandes in Dresden, später auch in Baden und Böhmen am Widerstand der Radikaldemokraten gegen die Kräfte der Reaktion, die die Märzrevolution bis Juli 1849 endgültig niederschlugen. Nach dem Ende der Revolution emigrierte er in die Schweiz und wurde später Schweizer Staatsbürger.
Zunächst arbeitete er als Lehrer in Küsnacht im Kanton Zürich. Im Jahr 1860 wurde er für etwa zwanzig Jahre Professor am Gymnasium und der Akademie von Neuchâtel. Später war er Redakteur der Basler Nachrichten und lehrte als Honorarprofessor an der Universität Basel Deutsche und Französische Literatur. Dabei widmete er sich unter anderem auch dem Werk Heinrich Heines und war Herausgeber der Erinnerungen von Jodocus Donatus Hubertus Temme. Stephan Born war Bruder von David Born und ist verwandt mit Max Born. Seine letzte Ruhestätte fand er auf dem Friedhof Wolfgottesacker in Basel.

## Schriften
Born als Autor oder Herausgeber:
- (Anonym): Der Verein zur Hebung der arbeitenden Klassen und die Volksstimmen über ihn. Berlin, 1845.
- Der Heinzen’sche Staat. Eine Kritik von Stephan. gedruckt von E. Rätzer, Bern 1847.
- Die Verbrüderung. Correspondenzblatt aller deutschen Arbeiter. Erschienen:  Leipzig: [1848], [Probenr.](25. Mai); 1848,1(1. Juni)–33(29. August); 1.1848,3.Okt. = Probe-Nr. 1/2–3. 1850, 29. Juni, (Reprint Glashütten / Ts.)
- Das Volk. Organ des Central-Komitees für Arbeiter. Eine sozialpolitische Zeitschrift. Leipzig 1848. (Reprint Auvermann, Glashütten / Ts. 1973)
- Rundschreiben an alle deutschen Arbeiter.  Leipzig, den 22. November 1848. In: Karl Obermann: Flugblätter der Revolution. Berlin 1970, S. 352–353.
- Marcel. Trauerspiel in fünf Akten. Schabelitz, Basel 1852.
- Herr und Diener. Schauspiel in 4 Akten. Bloch, Berlin 1856.
- Heinrich Heine. Vortrag, gehalten im großen Saale des Bernoullianums zu Basel am 10. Januar 1875. Schweighauser (Richter), Basel 1875.
- Nicolaus Lenau. Vortrag, gehalten im Bernoullianum zu Basel am 12. März 1876. Schweighauser (Richter), Basel 1877.
- Die romantische Schule in Deutschland und in Frankreich. Winter, Heidelberg 1879.
- Beaumarchais. Vortrag, gehalten im Bernoullianum in Basel. Schweighauser (Richter), Basel 1881.
- Jodocus Donatus Hubertus Temme: Erinnerungen. Hrsg. von Stephan Born. Keil, Leipzig 1883.
- Chateaubriands Werke. Übers. u. mit Einl. vers. von Stephan Born. Spemann, Berlin 1884. (Deutsche Hand- und Haus-Bibliothek. Collection Spemann, 219)
- Heinrich Zschokke. Vorträge. B. Schwabe, Basel 1885.
- Heinrich Heines sämtliche Werke in zwölf Bänden. Mit einer biographisch-litterarhistorischen Einleitung von Stephan Born.Cottasche Buchhandlung, Stuttgart 1886.
- Erinnerungen eines Achtundvierzigers. Mit dem Bildnis des Verfassers. Georg Heinrich Meyer, Leipzig 1898. (Reprint J. H. W. Dietz Nachf., Berlin Bonn 1978. ISBN 3-8012-0031-0) Nachdruck 2017
- Erinnerungen eines Achtundvierzigers. Berlin 1978 zeno.org